# مجلس غرفة أم الشيف
مجلس غرفة أم الشيف هو المقر الصيفي للشيخ راشد بن سعيد آل مكتوم في الخط الساحلي لمنطقة جميرا في دبي، الإمارات العربية المتحدة. بُني عام 1955 حيث كانت المنطقة آنذاك معروفة بهدوئها وبأشجار النخيل. استخدمها الشيخ راشد بن سعيد آل مكتوم مجلساً ومقراً للتشاور مع مستشاريه ودراسة العديد من القرارات المهمة التي ساهمت في نهضة دبي في السنوات التالية، ويعتبر احد المعالم التراثية في إمارة دبي في الوقت الحالي.

## التصميم
تم تشييد المبنى من الأحجار المرجانية المستخرجة من البحر والمواد الجصية والصاروج وخشب الكندل و سعف النخيل، حيث يتكون من طابقين يتكون الطابق الأرضي من بهو مفتوح تتوسطه الأعمدة التي تسند المبنى ويحتضن الطابق الثاني المجلس الواسع الذي يتسع لخمسين شخصا ويتميز بنظام التبريد والتهوية 

## تجديده
قامت بلدية دبي بترميم المكان عام 1994 استعدادًا لفتحه أمام الزوار من مختلف الجنسيات؛ إذ قُويت الأساسات ورُممت الجدران وأُصلحت الشروخ فيها، كما أُضيف الأثاث في الغرف بحيث تضم القاعة مجلسًا عربيًا تقليديًا وأدواتٍ لإعداد الطعام والقهوة وغيرها، وزُودت الحديقة بعريشٍ يظللها وأحواض مياه تحاكي تلك الموجودة في مزارع النخيل التقليدية. فضلًا عن دورات المياه وممرات الري وغيرها من المرافق المجهزة لمن يرغبون بممارسة انشطة في مجلس غرفة أم الشيف.

## الوصول للمجلس
يقع المجلس في جميرا 2 بالقرب من الشاطئ، ويستغرق الوصول إليه قرابة 20 دقيقة بالسيارة من نخلة جميرا، و17 دقيقة من برج العرب، كما يبعد قرابة 14 دقيقة بالسيارة عن داون تاون دبي.